# Hemileius initialis
Hemileius initialis är en kvalsterart som först beskrevs av Berlese 1908.  Hemileius initialis ingår i släktet Hemileius och familjen Hemileiidae. Inga underarter finns listade i Catalogue of Life.